# Peter Pernthaler

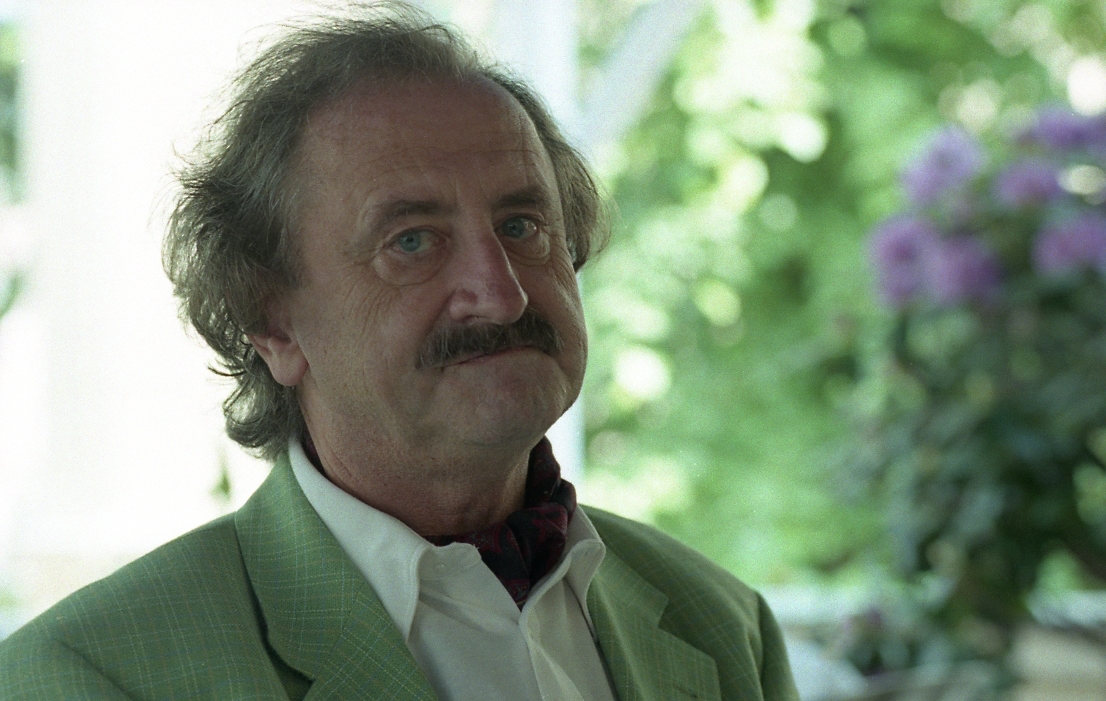
Peter Pernthaler (2000)

Peter Pernthaler (* 12. April 1935 in Innsbruck) ist ein österreichischer Rechtswissenschaftler und Universitätsprofessor. Er war von 1968 bis zu seiner Emeritierung 2003 Professor für Öffentliches Recht und Allgemeine Staatslehre an der Universität Innsbruck sowie von 1975 bis 2000 Leiter des Instituts für Föderalismusforschung (heute Institut für Föderalismus).

## Beruflicher Werdegang
Peter Pernthaler wurde am 12. April 1935 in Innsbruck geboren und absolvierte dort auch seine Schulbildung. Anschließend begann er an der Universität Innsbruck das Studium der Rechtswissenschaften, das er im Jahr 1958 mit der Promotion zum Doktor der Rechte (Dr.iur.) abschloss. Noch während des Studiums wurde Pernthaler im Jahr 1957 wissenschaftlicher Assistent bei Universitätsprofessor Felix Ermacora, bei dem er sich schließlich im Jahr 1963 auch mit einer Habilitationsschrift zum Thema „Der Rechtsstaat und sein Heer“ habilitierte und damit die Lehrbefugnis für öffentliches Recht an der Universität Innsbruck erhielt. 1964 erhielt er den Kardinal-Innitzer-Preis.
Von 1963 bis 1966 absolvierte Pernthaler ein Verwaltungspraktikum beim Verfassungsdienst des Bundeskanzleramts. 1966 wurde er als außerordentlicher Professor an die Hochschule für Bodenkultur berufen, wo er sich schwerpunktmäßig mit dem Thema „Raumordnung und Verfassung“ beschäftigte. Bereits zwei Jahre später, 1968, folgte der Ruf als ordentlicher Universitätsprofessor für Öffentliches Recht und Allgemeine Staatslehre ans Institut für öffentliches Recht und Politikwissenschaft der Universität Innsbruck. Eine sechs Jahre später erfolgte Berufung auf eine Professorenstelle an der Universität Wien schlug Pernthaler aus und blieb in Innsbruck. Dort leitete er lange das Universitätsinstitut, bei dem er tätig war, und gründete 1975 das außeruniversitäre Institut für Föderalismus mit, dem er in der Folge bis zum Jahr 2000 als Direktor vorstand.
In den Jahren 1982/83 war Peter Pernthaler Gastprofessor an der australischen University of Canberra, 1983 an der kanadischen University of Prince Edward Island. An seiner Heimatuniversität wirkte er in den Jahren 1979/80 und 1980/81 als Dekan der Rechtswissenschaftlichen Fakultät. Im Oktober 2003 wurde Pernthaler an der Universität Innsbruck schließlich emeritiert.

## Nebenberufliche Tätigkeiten
Peter Pernthaler ist seit 1996 wirkliches Mitglied der Österreichischen Akademie der Wissenschaften und war zuvor seit 1993 deren korrespondierendes Mitglied. Bereits seit dem Jahr 1964 ist er zudem Mitglied der Vereinigung der Deutschen Staatsrechtslehrer. Er ist weiters Präsident der Euroregionalen Vereinigung für vergleichendes öffentliches Recht und Europarecht und österreichischer Vertreter der Group of Independent Experts des Europarats.